# Jedový prsten

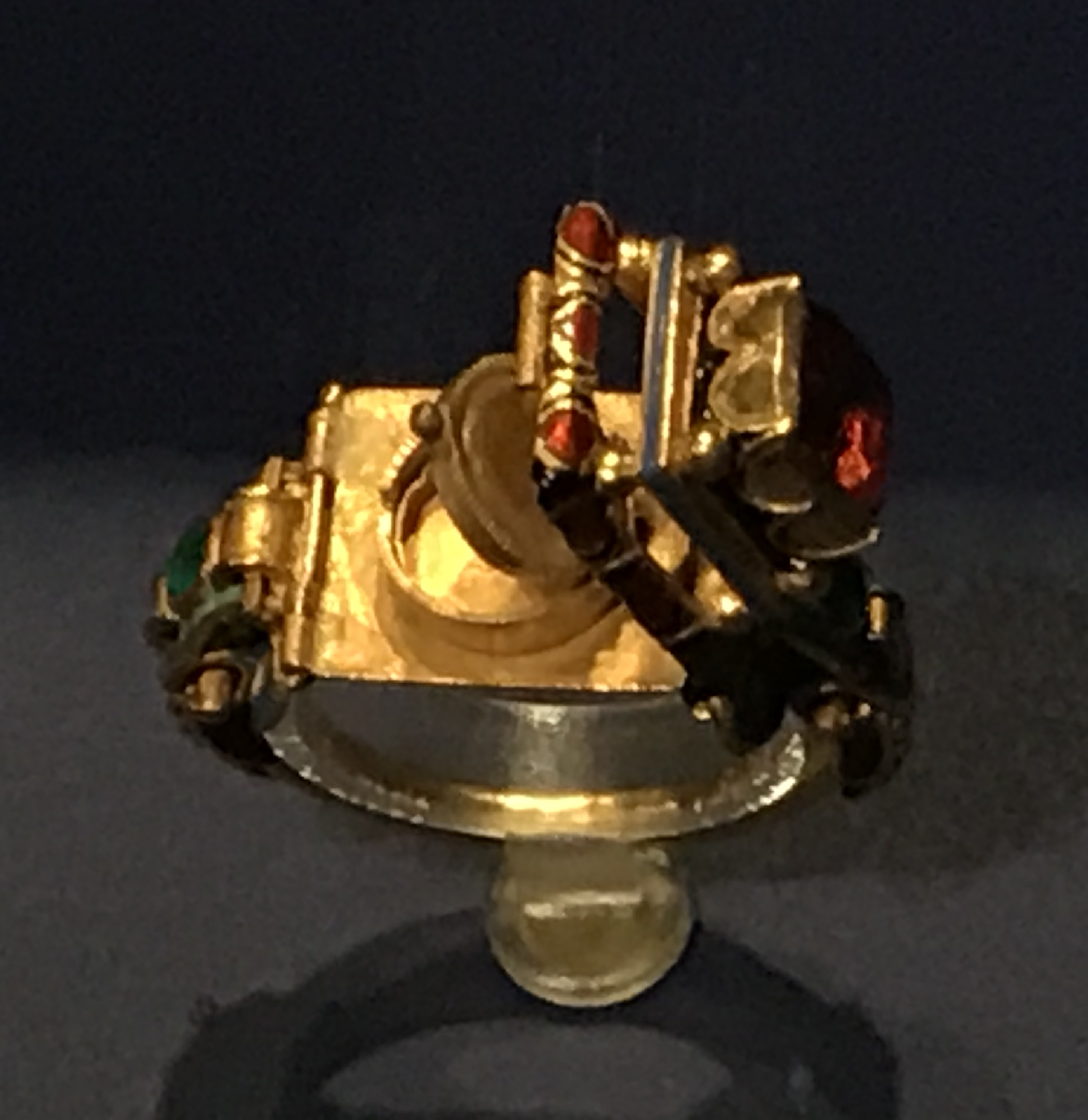
Jedový prsten

Jedový prsten (nebo také prsten s tajnou schránkou) je typ prstenu s dutinou pod ozdobou (tzv. kamejí) nebo uvnitř samotné ozdoby, která mohla být použita k uchování jedu nebo jiné látky; tyto prsteny se staly populárními v západní Evropě během středověku. Jedový prsten sloužil k nenápadnému podání jedu nepříteli do jídla nebo pití. V takových případech byl jed uchováván ve formě prášku nebo tekutiny. V jiných případech byl jedový prsten použit ke spáchání sebevraždy nositelem, aby se vyhnul zajetí nebo mučení. Lidé častěji umírali na sebevraždu než byli otráveni druhými pomocí těchto prstenů. Účel dutiny v prstenu nebyl ale omezen pouze na uchování jedu. Prsteny s těmito schránkami byly používány i dlouho předtím z jiných důvodů – před, během i po vrcholu slávy jedových prstenů.

## Jiné názvy a použití
Existovalo mnoho využití těchto prstenů. Velmi oblíbeným účelem bylo uchovávání parfému, speciálních předmětů, talismanů, věcí na památku nebo malých portrétů. Lidé si do nich také schovávali zuby, vlasy a kosti zemřelých, zvláště svatých nebo mučedníků, protože věřili, že je to ochrání a odežene neštěstí. Dokonce se věřilo, že to umožňuje spojení s Bohem. Nošení svatých relikvií mělo přinášet štěstí, zdraví a přízeň Boží. Tyto prsteny byly také známé pod názvy jako medailonové, duté, schránkové či pohřební prsteny.

## Obtíže při používání jedového prstenu
Dutina v jedových prstenech byla poměrně malá. Bylo zapotřebí velmi silného a účinného jedu, který by dokázal zabít člověka. Uchovávání věcí v prstenech bylo běžné, ale vytvoření smrtícího jedu v tak malém množství bylo pro většinu lidí náročné. Vzhledem k tomu, že vytvoření takto silného jedu nebylo jednoduché, spekuluje se, že skutečných úmrtí způsobených jedovými prsteny bylo pravděpodobně málo.

## Známé oběti
Kartáginský generál Hannibal spáchal sebevraždu, aby se vyhnul zajetí římskými vojáky. Další známou obětí jedového prstenu byl markýz de Condorcet. Svůj život ukončil v zoufalé snaze vyhnout se mnohem horší smrti.

## Příběh Lucrezie Borgie
Lucrezia Borgia byla italská šlechtična, o které podle legendy platilo, že měla mimořádný talent na přípravu silných jedů – natolik účinných, že mohla pomocí jedového prstenu odstranit politické protivníky. Tento příběh je však pouze spekulací a nikdy nebyl potvrzen.

## Původ jedových prstenů
Podle Marcy Waldieové, která psala o jedových prstenech v článku „A Ring to Die For: Poison Rings Hold Centuries of Secrets“ zveřejněném v říjnu 2001 v časopise Antiques & Collecting Magazine, má tento typ šperku původ ve starověku na Dálném východě a v Indii. Nahrazoval tehdejší zvyk nošení pamětních předmětů a jiných osobních věcí v váčcích zavěšených na krku. Nošení prstenů s dutinou bylo natolik praktické, že se tato móda rozšířila do dalších částí Asie, na Blízký východ a do oblasti Středomoří, než se ve středověku dostala do západní Evropy. V té době už byly tyto prsteny součástí obchodu se svatými relikviemi.

## V kultuře
- V komiksu Asterix v Helvetii použije zkorumpovaný guvernér Varius Flavus jedový prsten k otrávení kvestora, který ho vyšetřuje.
- V seriálu Prolhané krásky (Pretty Little Liars) na stanici Freeform použije postava označená jako „-A“ jedový prsten k omámení Arii Montgomeryové.
- V legendárním filmu Casablanca se objeví jedový prsten se skrytým křížem lotrinským.
- V opeře Trubadúr (Il trovatore) od Giuseppe Verdiho spáchá Lady Leonora sebevraždu vypitím jedu z jedového prstenu, aby zůstala věrná svému milenci.
- V dětské knize The Haunted Spy od Barbary Ninde Byfield má 400 let starý duch rytíře Sira Rogera de Rudisell jedový prsten, který vypravěč uchovává doma jako vzácnou památku.
- Kenneth Parcel použije jedový prsten v jedné epizodě seriálu Studio 30 Rock.
- Sophie Ellis-Bextor použila jedový prsten ve videoklipu ke své písni Murder on the Dancefloor.
- Použila ho také postava Lady Gagy v klipu Paparazzi.
- Členové mafie Jingweon jej používají ve hře Yakuza 2, aby neprozradili tajemství.